# Anton Dokler
Anton Dokler, slovenski gimnazijski profesor, klasični filolog, bibliograf in prevajalec, * 11. junij 1871, Višnja vas, † 22. oktober 1943, Ljubljana.

## Življenje in delo
Gimnazijo je obiskoval v Celju in Novem mestu. Po maturi je na Dunaju študiral klasično filologijo (1892-96) in kot profesor služboval na gimnazijah v Kranju (1897-1912) in na I. državni gimnaziji v Ljubljani (1912-17); od 1917 do upokojitve je bil ravnatelj moškega učiteljišča v Ljubljani.
Izdal je Slovarček k izbranim Ovidijevim (1909) pesmim, Komentar k Ciceronovim govorom proti Katilini (1910)  V sodelovanju s A. Breznikom in F. Jeretom je sestavil obsežen Grško-slovenski slovar (1915) in prevedel Salustijevo Jugirtinsko vojno (1924). Pomembno je tudi njegovo Jubilejno kazalo za vseh petdeset letnikov Doma in sveta (1938) (COBISS). V rokopisu pa je zapustil prevod Platonove Države.